# 球磨村立渡小学校内布分校

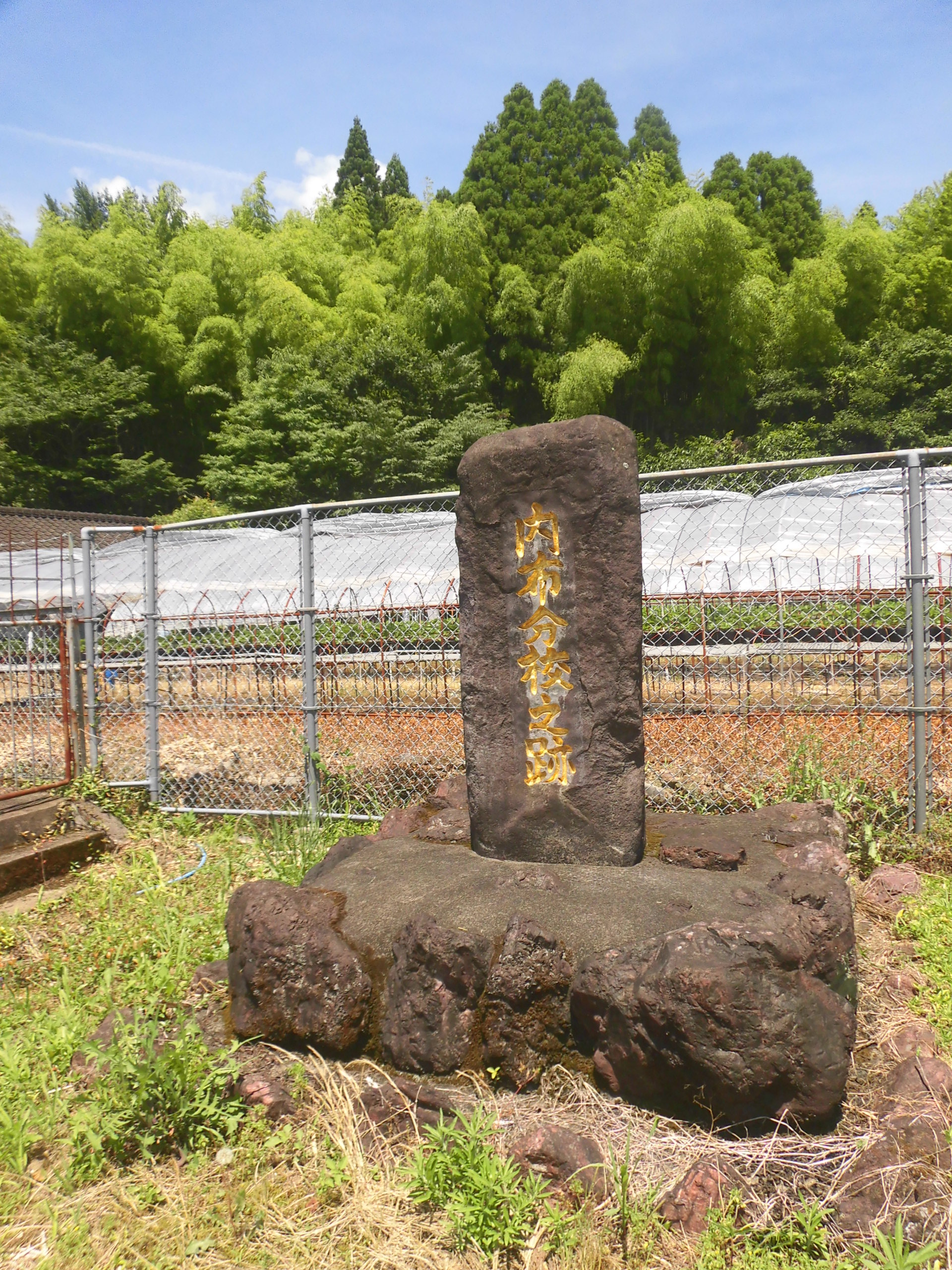
閉校記念碑

球磨村立渡小学校内布分校（くまそんりつわたりしょうがっこう うちぬのぶんこう）は、かつて熊本県球磨郡球磨村渡甲にあった公立小学校の分校。
2004年（平成16年）3月末をもって閉校し、本校である「球磨村立渡小学校」に統合された。

## 概要
歴史
1910年（明治43年）創立。2004年（平成16年）に閉校し、94年の歴史に幕を閉じた。
校章・校歌
球磨村立渡小学校#概要を参照。

## 沿革
- 1910年（明治43年） - 「渡尋常小学校 内布分教場」が創立。
- 1915年（大正4年）4月 - 「渡尋常高等小学校 内布分教場」となる。
- 1941年（昭和16年）4月1日 - 国民学校令により、「渡村渡東国民学校 内布分教場」へ改称。
- 1947年（昭和22年）4月1日 - 学制改革により、新制小学校「渡村立渡東小学校 内布分校」に改組・改称。
- 1954年（昭和29年）4月1日 -「球磨村立渡東小学校 内布分校」へ改称。
- 1961年（昭和36年）4月1日 -「球磨村立渡小学校 内布分校」へ改称。
- 2004年（平成16年）3月31日 - 球磨村立渡小学校への統合により閉校。

## 周辺
- 馬氷川